# Stord
Stord är en ö i Vestland fylke i västra Norge som ligger ungefär i mitten mellan Bergen och Haugesund. Ön har en area på 241 km² och uppdelas mellan två kommuner, Fitjars kommun i norr och Stords kommun i söder. Ön ligger norr om Bømlafjorden och är den näst största ön i Vestland fylke.  Stords kommun utgör 127 km² av ön, medan Fitjars kommun utgör 117 km². 
Den högsta punkten på ön är Mehammarsåto på 749 meter över havet. Ett mer känt fjäll är kanske Kattnakken på 734 meter över havet som har ett torn med TV-sändare. 
Stord flygplats ligger på västsidan av ön och sedan år 2000 har Stord en fast vägförbindelse till fastlandet genom Trekantssambandet. På norra sidan av ön går det färjeförbindelse från Sandvikvåg till Halhjem i Bjørnafjordens kommun och på östsidan från Jektavik till Hodnanes i Tysnes kommun.

## Bilder

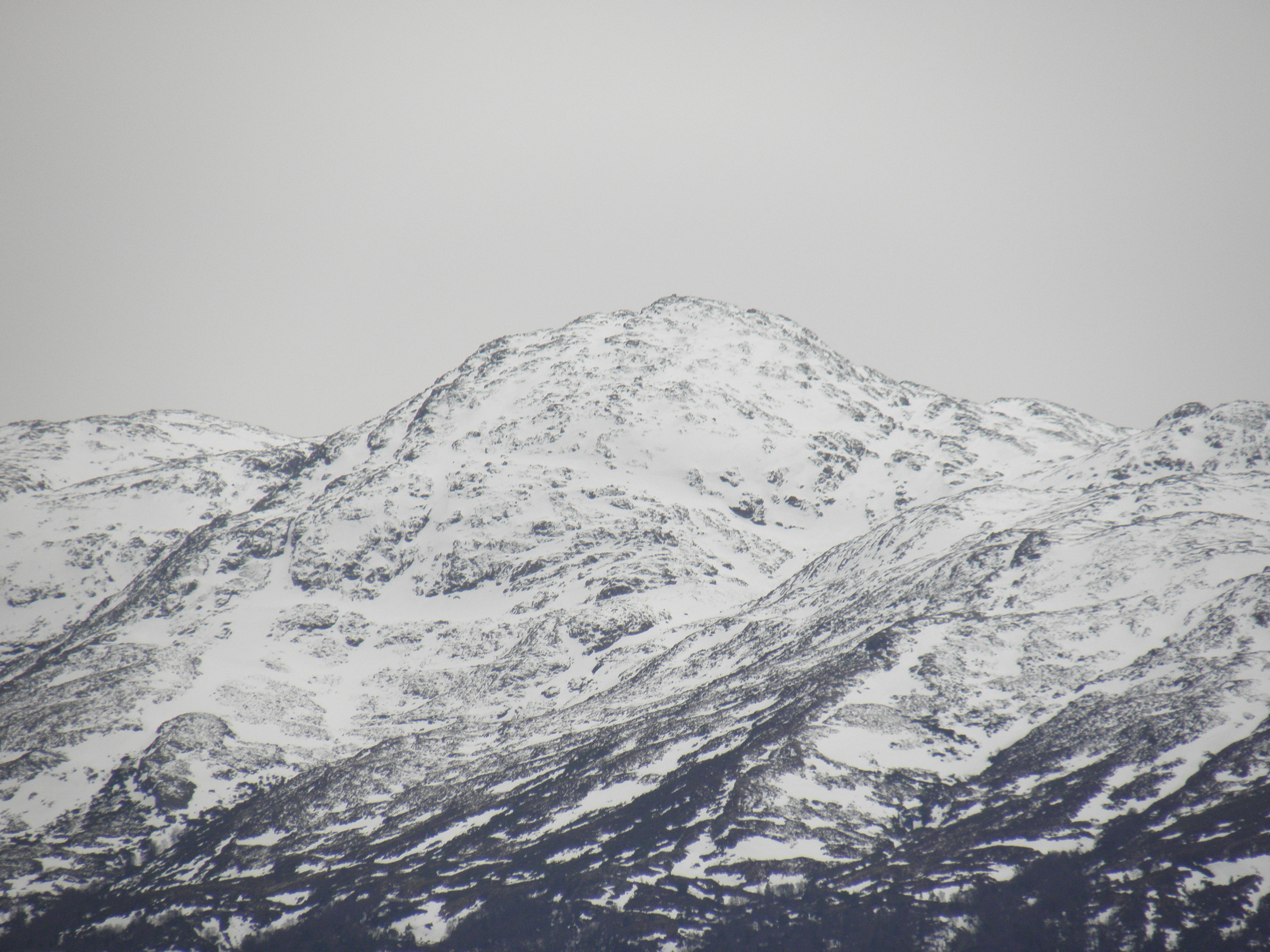
Öns högsta punkt, Mehammarsåto.
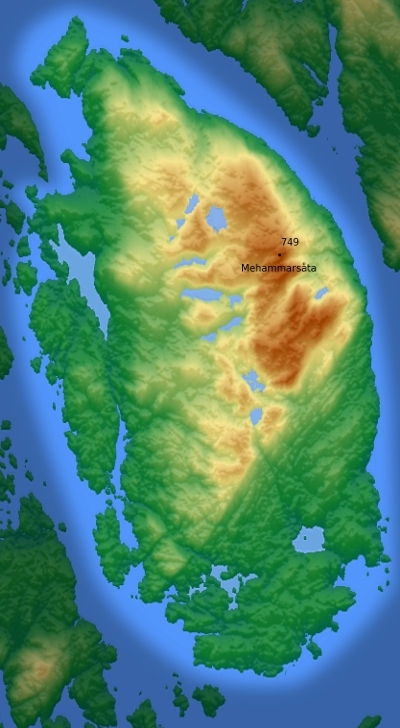
Höjdförhållanden på ön.